# Pere Solà i Gussinyer
Pere Solà i Gussinyer (Girona, 1945) és catedràtic d'història de l'educació de la Universitat Autònoma de Barcelona especialista en temes d'educació, cultura popular i associacionisme. Va ser candidat a rector de la Universitat Autònoma de Barcelona l'any 2012.

## Biografia
Va néixer a Girona, fa anys, però, que viu a Barcelona al barri de la Sagrera. És casat i té tres fills i tres netes. Va estudiar a la seva Girona natal a l'Escola pública Joan Bruguera i el batxillerat a l'Institut de Girona. Va ser membre de l'escoltisme catòlic gironí d'infant i adolescent, a l'A. Escolta Sant Narcís. Estudia a la Universitat de Barcelona on prendrà contacte amb el Sindicat Democràtic d'Estudiants de la Universitat de Barcelona, sent present a la Caputxinada per la qual cosa fou represaliat i obligat a fer el servei militar. El 1968 obté el títol de llicenciat en Filosofia. Amplia estudis a París (Institut Catòlic de París, la Sorbona, Universitat de Nanterre) entre el 1968 i 1972. on viurà el maig 68 francès. Estudiarà pedagogia amb Gilles Ferry— i es llicencià en Psicologia Social —amb Jean Maisonneuve—, i endegà els estudis de doctorat i la tesi doctoral.
A les eleccions municipals de 2015 fou escollit en 35è lloc de la llista CUP-Capgirem Barcelona per a la ciutat de Barcelona.

## Carrera acadèmica
L'any 1975 inicia la seva docència i recerca universitària (Col·legi Universitari de Girona, Escola de Mestres d'Osona, precedent de la Universitat de Vic, Universitat Autònoma de Barcelona). Ha impartit cursos de primer, segon i tercer cicle universitaris. En particular ha participat regularment en els cursos de doctorat del Departament de Pedagogia Sistemàtica i Social. S'ha especialitzat en l'educació popular i llibertària i la història de l'associacionisme a Catalunya, i en la vida i obra de Francesc Ferrer i Guàrdia. Ha estat organitzador de congressos sobre el tercer sector i l'educació permanent i sobre la història de l'educació i l'escola, ha dirigit les edicions del postgrau Associacions, Fundacions, Organitzacions del Tercer Sector: Factors d'Educació Social i Eines de Democràcia Participativa. Entre el 1977 i 1995 va col·laborar directament en l'organització de totes les Jornades d'Història de l'Educació als Països Catalans, treballant sobretot en col·laboració amb l'historiador Jordi Monés i Pujol-Busquets.
Ha estat fundador de la Societat d'Història de l'Educació dels Països de Llengua Catalana de la qual, entre el 1982 i 1996 actuà com a secretari. Entre el 1992 i 1995 fou designat membre del Comitè de la Societat Internacional d'Història de l'Educació (ISCHE). Ha estat professor convidat a Rosario, Buenos Aires, Lisboa, Minho, San Diego (Califòrnia), Bèrgam, entre altes.
És membre de consells editorials d'editorials i revistes de la seva especialitat entre d'elles, des del 1987 en el projecte de la sèrie editorial Textos Pedagògics sobre clàssics de la pedagogia catalana i universal, de l'Eumo Editorial de Vic.
Li va ser atorgat l'any 1986 el Premi Ciutat de Barcelona de recerca històrica (Premi Agustí Duran i Sanpere d'Història de Barcelona).
L'any 2012 va ser candidat a rector de la Universitat Autònoma de Barcelona.

## Obres seleccionades
- Educació i societat a Catalunya. Una sinopsi històrica.  Lleida: Eumo,Vic, Pagès Editor, 2010.
- La mirada apasionada de Alban Rosell sobre el fundador de la Escuela Moderna.  Clavell Cultura, Fundació Ferrer i Guàrdia, 2011.
- L'esclafament de l'associacionisme lliure a Catalunya en temps del general Franco.  Barcelona: Rafael Dalmau, editor, 2011.
- Educació i moviment llibertari a Catalunya (1931-1939).  Barcelona: Edicions 62, 1980.
- Francesc Ferrer i Guardia i l'escola moderna.  Barcelona: Curial Edicions Catalanes, S.A, 1978.
- Ateneus obrers i la cultura popular a Catalunya (1900-1939).  Barcelona: Edicions de La Magrana, 1978.
- Itineraris per la sociabilitat meridional catalana.  Tarragona: Diputació Provincial de Tarragona, 1998.
- Las escuelas racionalistas en Cataluña 1909-1939.  Barcelona: Tusquets editores, 1976.
- Història de l'Associacionisme català contemporani: Barcelona i comarques de la seva demarcació (1874-1966).  Barcelona: Generalitat de Catalunya, 1993.